# Hönö

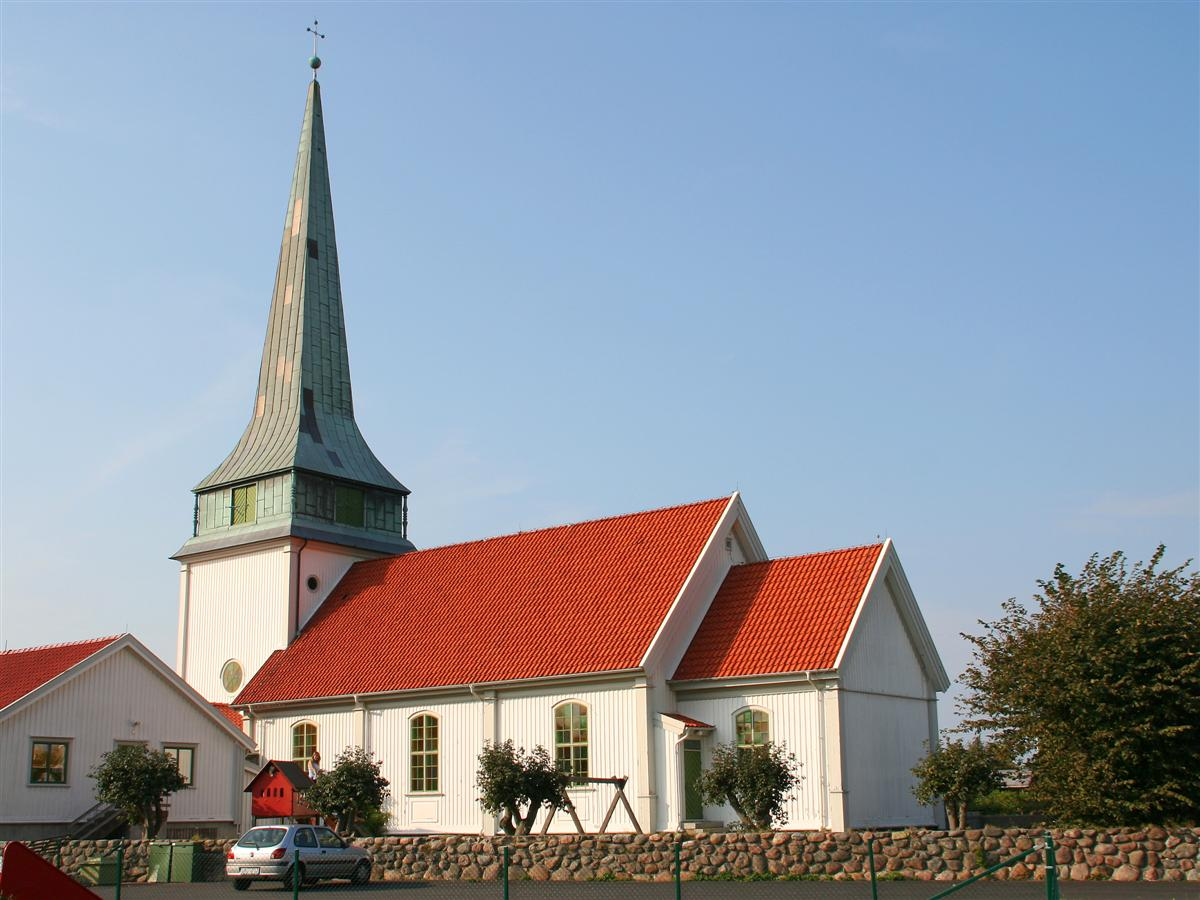
Kirche von Hönö

Hönö ist ein Ort (tätort) und eine Insel in den Schären vor Göteborg, die zur Gemeinde Öckerö gehört. Sie liegt in der Provinz Västra Götalands län und der historischen Provinz Bohuslän. 

## Verkehr
Über Brücken ist die Insel im Norden mit der Insel Öckerö, und im Süden mit der Insel Fotö verbunden. Eine Autofähre fährt in tageszeitabhängigen Taktungen von Hjuvik auf der Insel Hisingen westlich von Göteborg nach Hönö.
Auf Hönö liegt das Labyrinth von Tryggeberg

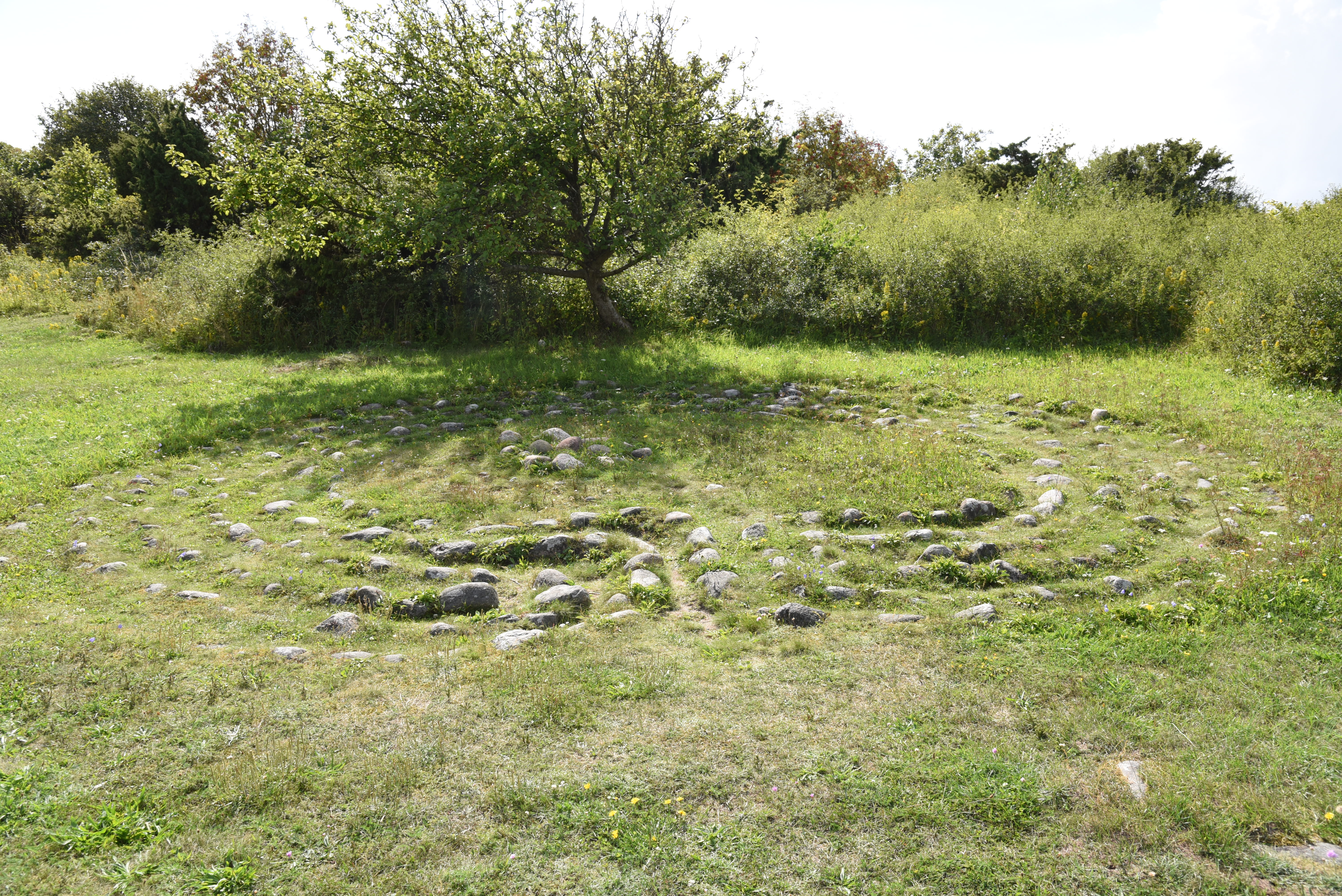
Labyrinth von Tryggeberg

## Wirtschaft und Infrastruktur

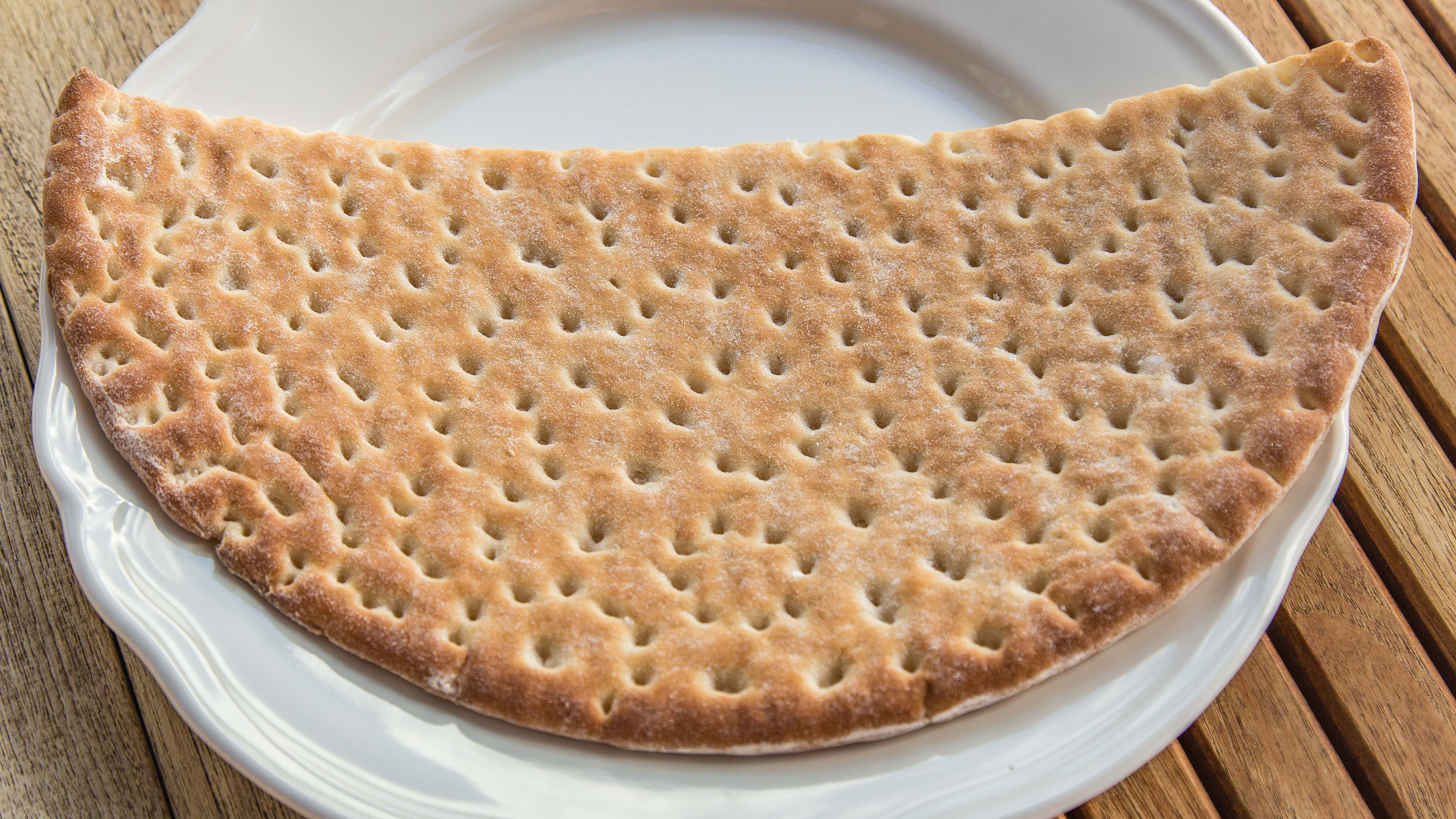
Hönökaka

Auf Hönö gibt es drei Häfen, Klåva, Röd und Heden. Der größte der Häfen, Klåva, ist Heimathafen einiger Fischereiboote. Dort gibt es auch ein Fischereimuseum. Im Bereich Heden steht eine historische Windmühle.
Nach der Insel Hönö ist ein in ganz Schweden verbreitetes Brot benannt, der Hönökaka.